# Heliport Niaqornaarsuk

i8
i11
i13
Der Heliport Niaqornaarsuk (ICAO-Code: BGNK) ist ein Hubschrauberlandeplatz in Niaqornaarsuk im westlichen Grönland. Da er kein Abfertigungsgebäude besitzt, wird der Heliport auch als Helistop bezeichnet.

## Lage und Ausstattung
Der Heliport liegt etwas nordöstlich des Dorfs, liegt auf einer Höhe von 152 Fuß und hat eine mit Gras bedeckte kreisrunde Landefläche mit einem Durchmesser von 20 m.

## Fluggesellschaften und Ziele
Der Heliport wird von Air Greenland bedient, welche regelmäßige Flüge zum Heliport Kangaatsiaq und zum Flughafen Aasiaat anbietet.